# 奥尔纳戈
奥尔纳戈（義大利語：Ornago），是意大利蒙萨和布里安萨省的一个市镇。总面积5平方公里，人口4520人，人口密度904.0人/平方公里（2009年）。ISTAT代码为015161。